# Monopoli
Monopoli er en italiensk by, der har ca 50.000 indbyggere, og  ligger i den syditalienske provins Apulien mellem de store havnebyer Bari og Brindisi.
Byen er grundlagt af grækerne, og fremstår i dag som en hvid by. 
I byen er der en lille havn samt badestrande.